# Obsession (film, 1962)
Pour les articles homonymes, voir Obsession (homonymie).
Pour plus de détails, voir Fiche technique et Distribution.
Obsession (Wenn beide schuldig werden) est un film autrichien réalisé par Hermann Leitner, sorti en 1962.
Il s'agit de l'adaptation du roman Keine Nacht ist ohne Morgen de Hans Nogly.

## Synopsis
Richard et Hilde Goetz sont un couple, comme on le dit, issus des « meilleurs cercles ». Elle, qui a quelques années de plus que lui, a déjà été mariée et a un fils majeur, Jochen. Richard est un architecte prometteur avec de grandes ambitions et espère faire une carrière brillante avec le soutien de la richesse de son épouse. Les deux personnes ne sont pas seulement sans conflit en raison de la différence d'âge, d'autant plus que Richard trompe sa femme avec la jeune Carla Förster. Même les escapades du fils Jochen avec la très jeune Josi donnent des discussions à la maison.
La percée professionnelle semble commencer, alors que Goetz se voit confier un projet d'envergure, Richard est menacé d'une terrible inconduite qui pourrait ruiner tous ses projets futurs d'un seul coup : il provoque un accident de voiture grave et laisse l'autre conducteur inconscient. L'épouse Hilde, qui est attachée à Richard et veut désespérément le soutenir dans son ascension, se tourne alors vers la police et prétend qu'elle conduisait le véhicule à ce moment-là. Leur avocat, Me Hassfeld, est supposé la soutirer, mais l'avocat commence à faire chanter Richard et Hilde avec ses connaissances. Cependant, grâce à la cohésion, Richard et Hilde peuvent lui résister.

## Fiche technique
- Titre français : Obsession[1]
- Titre original : Wenn beide schuldig werden
- Réalisation : Hermann Leitner
- Scénario : Hellmut Andics (de), Hermann Leitner, August Rieger (de)
- Musique : Carl de Groof
- Direction artistique : Theo Harisch
- Photographie : Georg Krause
- Montage : Paula Dvorak
- Production : Ernest Müller (de)
- Société de production : Schönbrunn-Film
- Société de distribution : Europa-Filmverleih AG
- Pays d'origine :  Autriche
- Langue : allemand
- Format : Noir et blanc - 1,66:1 - Mono - 35 mm
- Genre : Drame
- Durée : 92 minutes
- Dates de sortie :
  - Allemagne de l'Ouest : 14 mars 1962.
  - France : 12 mars 1965[1].

## Distribution
- Hanns Lothar : Richard Goetz
- Nadia Gray : Hilde Goetz, son épouse
- Michael Verhoeven : Jochen Goetz, le fils de Hilde Goetz, issu d'un premier mariage
- Ellen Schwiers : Carla Förster
- Robert Graf : Me Hassfeld
- Maria Perschy : Josi
- Charles Regnier : Le procureur Reeder
- Karl Lieffen : Ulbach
- Annie Rosar : Else, la gouvernante des Goetz